# Cultura Oshara
La cultura Oshara, la tradició septentrional de la cultura Picosa, era una cultura de l'arcaic sud-oest centrada a Nou Mèxic i Colorado. Cynthia Irwin-Williams, qui desenvolupà la seqüència de la cultura arcaica per Oshara durant el seu treball a l'àrea Arroyo Cuervo del nord-oest de Nou Mèxic. Irwin sosté que la cultura pueblo ancestral es desenvolupa, almenys en part, des de l'Oshara.

## Fases
Aquesta seqüència defineix no menys de sis fases d'ocupació, cadascuna identificada per formes de puntes lítiques i altres artefactes menys definits.
Fase Jay (7.450 a 6.750 anys abans de la nostra era); els artefactes de caçadors-recol·lectors, que es distingeix dels anteriors paleoamericans, i les proves suggereixen que els pobles es van concentrar en la cacera i la recol·lecció d'aliments localment disponibles, i sovint vivien prop dels caps del canyó. Els artefactes trobats inclouen eines de pedra en brut per al processament d'aliments i puntes lítiques llargues i estretes.
Fase Bajada (6.750 a 5.150 anys BP); es distingeix de la fase Jay per la presència de punxes lítiques, llars i forns diferents, i molts jaciments.
Fase San Jose (6.750 a 3.750 anys BP); s'usaven metates i manos per a processar menjar. Hi va haver un augment en la mida i el nombre de llocs en aquest període. També s'hi van trobar munts d'escombraries.
Fase Armijo (3.750 a 2.750 anys BP); el conreu de moresc es va iniciar durant aquest període en què es permeten els excedents alimentaris. Es va introduir un nou tipus de jaciment, un lloc estacional per a la recol·lecció de fins a 50 persones, que es creu que és degut als possibles magatzems de moresc conreat. Irwin-Williams concluí que la Oshara podien haver estat la primera cultura del sud-oest en conrear cereals. Les puntes lítiques eren diferents de les puntes còncaves i curtes d'altres cultures del nord de l'Altiplà de Colorado durant aquest temps, el període arcaic mitjà. En la fase més tardana les puntes eren fulles serrades.
Fase En Medio (2.750 a 1.550 anys BP); durant aquest període es va produir de nou un augment en el nombre de jaciments, però ara a la base dels penya-segats generalment, i la introducció de l'ús de piscines d'emmagatzematge per als excedents alimentaris. Era més o menys anàleg al sud-oest de la cultura Cistellera.
Fase Trujillo (començà uns 1.550 anys BP); durant aquest període fou introduïda la terrissa.

## Jaciments
Els jaciments Oshara han estat trobats vora Denver, la conca de l'alt riu Gunnison, i l'àrea Mesa Verde de Colorado i a nombrosos jaciments a Nou Mèxic i Arizona.